# 川越商業銀行
川越商業銀行（かわごえしょうぎょうぎんこう）は1896年7月29日、埼玉県入間郡川越町（現在の埼玉県川越市）に資本金10万円で設立された銀行。1921年（大正10年）に武州銀行に合併し消滅。

## 沿革
川越の豪商、竹谷兼吉が専務取締役に、佐野三綱、高山仁兵衛、高橋幸助、戸田与八が取締役に就き創立された。
業績は順調であって1898年に資本金を20万円に増資して、更に1902年に資本金30万円、増資した。同年12月末の決算報告の主要勘定は資本金30万円（うち払込27万円）、積立金38,136円、預金111,626円、株主配当は年1割、株主数221名、役員および従業員は15名で役員は6名で運営されていた。
川越町は第八十五銀行や黒須銀行支店などの同種のライバル銀行があった。川越商業銀行はよくこれによくして営業は順調に進展していったが1907年になって取締役高山仁兵衛経営の高山仁兵衛商店が使用人の投機失敗から破綻したため川越商業銀行も多大な損害を受け一時は取り付け騒ぎもあったほどである。この取付けによる払出しは実に45,000円の多額であったといわれている。
1914年ごろ入間川支店を新設し営業基盤を拡大したが業況が芳しくなく1916年資本金20万円に減資した。1919年9月第一次世界大戦の好況に乗じて資本金60万円に増資して挽回を狙ったが、1920年反動恐慌のあおりで痛手を被り1921年12月武州銀行に合併した。川越商業銀行本店、入間川支店ともに武州銀行支店となった。